# 赤坂炭坑駅
赤坂炭坑駅（あかさかたんこうえき）は、かつて福岡県嘉穂郡庄内村大字赤坂にあった、運輸省（省鉄）後藤寺線の貨物駅（廃駅）である。貨物支線の廃線に伴い、1945年（昭和20年）6月10日に廃駅となった。

## 歴史
- 1926年（大正15年）7月15日：産業セメント鉄道により開業。
- 1943年（昭和18年）7月1日：産業セメント鉄道国有化。
- 1945年（昭和20年）6月10日：貨物支線の廃線に伴い廃止。赤坂駅（現・下鴨生駅）構内に併合。

## 隣の駅
運輸省
後藤寺線（貨物支線）
赤坂駅 - 赤坂炭坑駅